# 金嶼
金嶼，為台灣澎湖縣白沙鄉的一個島嶼，面積約0.0173平方公里。島嶼位在白沙鄉後寮村和赤坎村北方約2公里處，最高處約為14公尺高。乾潮時可由赤崁附近潮間帶步行一至二小時至該島。此島以其多元的玄武岩柱狀節理著稱。